# Granitohyoidea
Granitohyoidea is een geslacht van wantsen uit de familie van de Miridae (Blindwantsen). Het geslacht werd voor het eerst wetenschappelijk beschreven door Cassis & Symonds in 2014.

## Soorten
Het genus is monotypisch en bevat alleen de volgende soort:

- Granitohyoidea calycopeplus Cassis & Symonds, 2014